# Bothynus validus
Bothynus validus är en skalbaggsart som beskrevs av Hermann Burmeister 1847. Bothynus validus ingår i släktet Bothynus och familjen Dynastidae. Inga underarter finns listade.